# Michel Meyer (syndicalist)
Michel Meyer is een Belgische syndicalist.

## Levensloop
In september 2014 volgde hij Karel Stessens op als voorzitter van de ABVV-vakcentrale ACOD. Hij werd als ondervoorzitter opgevolgd door Chris Reniers.